# Parafia Chrystusa Króla w Świeciu
Parafia Chrystusa Króla w Świeciu-Przechowie − parafia rzymskokatolicka w Świeciu, należąca do dekanatu Świecie nad Wisłą diecezji pelplińskiej. 

## Zasięg parafii
Do parafii należą wierni ze Świecia, mieszkający przy ulicach: Akacjowej, Bzowej, Chełmińskiej, Jaśminowej, Kasztanowej, Kolejowej, Krótkiej, Kwiatowej, Leśnej, Łąkowej, Malinowej, Modrakowej, Modrzewiowej, Różanej, Słonecznej, Spacerowej, Sportowej, Tucholskiej, Wiśniowej, Wrzosowej i Wojska Polskiego (od nr 1–59) oraz wierni z miejscowości: Dworzysko (część od strony miasta), Głogówko Królewskie, Konopat Wielki, Kozłowo, Niedźwiedź i Terespol Pomorski.